# سکاکیه
سکاکیه یکی از فرقه‌های کلامی منشعب شده از تشیع است که محمد بن خلیل سکاک منسوب است. رهبر این فرقه قائل به تشبیه بوده است و صفت علم را برای خدا ذاتی دانسته است. فرقه دیگری نیز به سکاکیه شهره است که از انشعابات اباضیه است.

## رهبر فرقه
محمد بن خلیل سکاک، از متکلمان شیعی است که اعتقادات خاصی را در توحید مطرح کرده است. وی از شاگردان هاشم بن حکم و به نقلی هشام بن حکم بوده است که در نیمه اول قرن سوم هجری می زیسته است. نام وی با اختلاف در منابع ذکر شده است. شکاک، سکاک، شکال و سکال از جمله انواع گزارشات نام وی می باشد که به گفته جواد مشکور سکاک به معنای کسی که شغلش ضرب سکه است، اوجه از این موارد است. وی کتابی در زمینه استطاعت به نام المعرفه و کتابی دیگر در زمینه امامت و همینطور توحید داشته است.